# Eurycorymbus cavaleriei
Eurycorymbus cavaleriei ist die einzige Art der monotypischen Pflanzengattung Eurycorymbus innerhalb der Familie der Seifenbaumgewächse (Sapindaceae). Sie kommt im südlichen China sowie in Taiwan vor und wird dort 伞花木 san hua mu genannt.

## Beschreibung

### Erscheinungsbild und Blatt
Eurycorymbus cavaleriei wächst als laubabwerfender Baum und erreicht Wuchshöhen von bis zu 20 Meter. Die Borke ist grau. Die Rinde der stielrunden Zweige ist filzig behaart.
Die wechselständig an den Zweigen angeordneten Laubblätter sind in Blattstiel und Blattspreite gegliedert und insgesamt 14 bis 45 Zentimeter lang. Die paarig gefiederte Blattspreite besitzt fast gegenständig angeordnet vier bis zehn Fiederblättchen. Die Blattrhachis ist angedrückt weich behaart. Die Stiele der Fiederblättchen sind höchstens 1 Zentimeter lang. Die dünn pergamentartigen Fiederblättchen sind bei einer Länge von 7 bis 11 Zentimeter und einer Breite von 2,5 bis 3,5 Zentimeter länglich-lanzettlich oder länglich-eiförmig mit breit-keilfömiger Basis, zugespitztem oberen Ende und gezähntem Rand. Auf jedem Fiederblättchen sind etwa 16 Paare dünne Seitennerven dicht angeordnet. Die Blattunterseite ist fast kahl oder weich behaart am Mittelnerv und auf der Blattoberseite nur am Mittelnerv behaart. Es sind keine Nebenblätter vorhanden.

### Blütenstand und Blüte
Die Blütezeit reicht in China von Mai bis Juni. Eurycorymbus cavaleriei ist zweihäusig getrenntgeschlechtig (diözisch). In end- oder am Zweigende seitenständigen, kugeligen, thyrsenförmigen Blütenständen stehen viele Blüten dicht zusammen. Die Blütenstandsachsen sind filzig behaart. Die Trag- und Deckblätter sind sehr klein. Die Blütenstiele sind 2 bis 5 Millimeter lang.
Die duftenden, eingeschlechtigen Blüten sind radiärsymmetrisch und fünfzählig mit doppelter Blütenhülle. Die fünf sich dachziegelartig überlappenden, dünn häutigen Kelchblätter sind bei einer Länge von 1 bis 1,5 Millimeter eiförmig und auf der Unterseite filzig behaart. Die fünf Kronblätter sind bei einer Länge von 2 Millimeter kurz genagelt, löffelförmig und auf der Unterseite zottig behaart. Der Rand des ringförmigen Diskus ist gekerbt. In männlichen Blüten sind meist acht, selten sieben Staubblätter vorhanden, die die Blütenkrone überragen. Die dünnen, kahlen Staubfäden sind 4 Millimeter lang. Die kleinen Staubbeutel sind eiförmig. In den weiblichen Blüten sind meist drei, selten vier Fruchtblätter zu einem verkehrt-herzförmigen, oberständigen, meist drei-, selten vierkammerigen Fruchtknoten verwachsen; dieser ist filzig behaart. In jeder Fruchtknotenkammer sind zwei Samenanlagen vorhanden. Der zwischen den Fruchtknotenlappen inserierte Griffel ist fadenförmig und aufrecht.

### Frucht und Samen
In China reifen die Früchte im Oktober. Die lokulizide Kapselfrucht ist tief in drei, selten vier Teilfrüchte geteilt. Es entwickeln sich aber meist nur eine oder selten zwei davon zu einer bei einer Länge von etwa 8 Millimeter und einem Durchmesser von etwa 7 Millimeter breit-eiförmigen oder breit-ellipsoiden, filzig behaarten, fertilen Teilfrucht. Das Perikarp ist ledrig. Die Teilfrucht öffnet sich bei Reife und enthält nur einen Samen. Der fast kugelige Same besitzt eine schwarze, starre Samenschale (Testa). Das kleine Hilum ist zinnoberrot. Der Embryo ist zusammengerollt.

### Chromosomenzahl
Die Chromosomenzahl beträgt 2n = 26.

## Vorkommen und Gefährdung
Eurycorymbus cavaleriei kommt in den chinesischen Provinzen Fujian, Guangdong, Guangxi, Guizhou, Hunan, Jiangxi, Sichuan sowie Yunnan und in Taiwan vor. Sie gedeiht in Lorbeerwäldern in Höhenlagen zwischen 300 und 1400 Meter.
In der roten Liste der gefährdeten Arten der IUCN wurde 1998 Eurycorymbus cavaleriei als „near threatened“ = „gering gefährdet“ bewertet und sollte aktualisiert werden. Habitatverluste sind im gesamten Verbreitungsgebiet zu verzeichnen. Einige Standorte liegen in Schutzgebieten.

## Systematik
Die Erstbeschreibung erfolgte 1912 durch Augustin Abel Hector Léveillé unter dem Namen (Basionym) Rhus cavaleriei in Repertorium Specierum Novarum Regni Vegetabilis, Band 10, (263–265) S. 474–475. Das Epithet ehrt den Entdecker der Art, den französischen Missionar Pierre Julien Cavalerie (1869–1927). Die Gattung Eurycorymbus wurde 1922 durch Heinrich von Handel-Mazzetti in Kaiserliche Akademie der Wissenschaften in Wien. Mathematisch-Naturwissenschaftliche Klasse. Anzeiger. 59, S. 104 aufgestellt. Alfred Rehder und Heinrich von Handel-Mazzetti teilten 1934 die Art in Journal of the Arnold Arboretum, Volume 15, Issue 1, S. 8 zu Eurycorymbus cavaleriei Rehder & Hand.-Mazz. um. Eurycorymbus austrosinensis Hand.-Mazz. ist ein Synonym von Eurycorymbus cavaleriei (H.Lév.) Rehder & Hand.-Mazz.
Eurycorymbus cavaleriei ist die einzige Art der Gattung Eurycorymbus und seit 2005 in der Unterfamilie Dodonaeoideae innerhalb der Familie Sapindaceae.